# Dadié-Kouassikro
Dadié-Kouassikro est un village situé dans la sous-préfecture de Djangokro et appartenant au Département de Dimbokro, Région du N'Zi. Électrifié le 27 mai 2019, il est le village voisin de Bocabo,,.
Dadié-Kouassikro est le premier village sur l'axe Dadié-Kouassikro - Bocabo - Koguinan.